# 헨리크 지갈스키
헨리크 지갈스키(폴란드어: Henryk Zygalski, 1908년 7월 15일 ~ 1978년 8월 30일)는 폴란드의 수학자이자 암호학자로 제2차 세계 대전 이전과 전쟁 중에 독일의 에니그마 기계를 해독하는 일을 했다.

## 생애
지갈스키는 1908년 7월 15일 독일 제국의 포젠 (현재의 폴란드 포즈난)에서 태어났다. 그는 1932년 9월부터 바르샤바의 작센 궁전에 거주하는 폴란드 총참모부 암호국의 민간 암호학자였다. 그는 그곳에서 동료 포즈난 대학교 동문이자 암호국 암호학 과정 졸업생인 마리안 레예프스키, 예지 루지츠키와 함께 일했다. 그들은 함께 에니그마 메시지를 깨기 위한 방법과 장비를 개발했다.
1938년 말, 독일 암호화 절차의 복잡성 증가에 대응하여 지갈스키는 에니그마 설정을 찾기 위한 수동 장치인 "지갈스키 시트"로도 알려진 "천공된 시트"를 디자인했다. 이전의 "카드 카탈로그"와 같은 이 체계는 에니그마의 플러그보드, 즉 정류기에 사용되는 연결의 수와 무관했다.
전쟁이 끝난 후, 그는 영국에 망명한 채로 남아 있었고 은퇴할 때까지 서리 대학교에서 수학 통계학 강사로 일했다. 이 기간 동안 그는 비밀 보호법에 의해 암호학 분야에서 그의 업적에 대해 말하는 것이 금지되었다.

### 사망

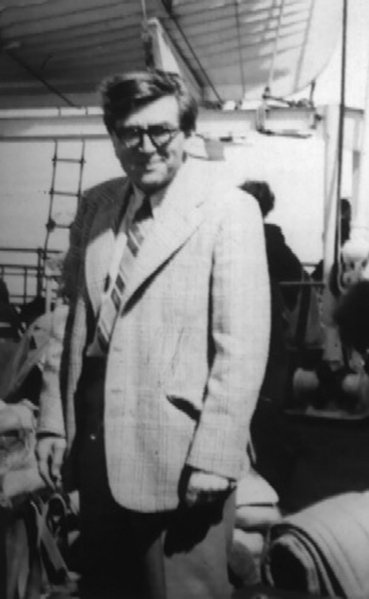
말년의 지갈스키

그는 1978년 8월 30일 잉글랜드 리스에서 사망했고, 화장되어 그의 재는 런던으로 옮겨졌다.

## 인식
그가 사망하기 직전, 지갈스키는 에니그마를 깨뜨리는 역할로 폴란드 망명 대학으로부터 명예 박사 학위의 영예를 안았다.
2000년 알렉산데르 크바시니에프스키 대통령으로부터 폴란드 공화국에 대한 탁월한 공헌으로 폴로니아 레스티투타 훈장을 추서받았다.
2009년 폴란드 우편은 동료 암호학자 마리안 레예프스키, 예지 루지츠키와 함께 헨리크 지갈스키가 등장하는 기념 우표를 발행했다.
2021년에 헨리크 지갈스키를 포함한 에니그마 암호를 깬 폴란드 수학자들을 위한 교육 및 과학 기관인 에니그마 암호 센터가 포즈난에 문을 열었다.

## 같이 보기
- 에니그마의 해독
- 암호학자 목록